# Lounský vikariát

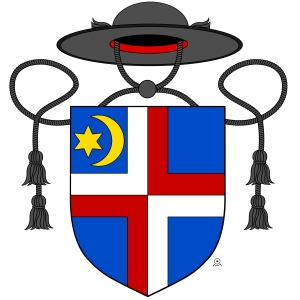
Blason vikariátního znaku
V modrém štítu stříbrně a červeně čtvrcený kříž provázený vpravo nahoře zlatým přibývajícím půlměsícem provázeným vpravo zlatou hvězdou. Vše převýšeno černým kněžským kloboukem se dvěma černými střapci. Zvolené symboly využívají částečně znak lounského děkanství, kde je měsíc odkazem na město Louny (luna). Zároveň jsou měsíc i hvězda symboly Panny Marie, odkazující na mariánská poutní místa ve vikariátu (Liběšice u Žatce, Dolní Ročov) či patrocinium děkanského kostela v Žatci.

Lounský vikariát se nachází v severních a středních Čechách, a je jedním z 10 vikariátů litoměřické diecéze. Je církevní územní správní jednotkou v litoměřické diecézi, která na západě hraničí s krušnohorským vikariátem, na severu s teplickým vikariátem a na východě s litoměřickým vikariátem. Na jihozápadě sousedí s plzeňskou diecézí a na jihu s pražskou arcidiecézí. Z hlediska územního členění státní správy leží na území okresu Louny a při jižní straně nepatrně zasahuje do okresů Rakovník a Kladno.
Vikariát je tvořen 51 farnostmi. Jednotlivé farnosti jsou ve vikariátu sdružené do farních obvodů (kolatur), kdy z důvodu nedostatku kněží má jeden kněz na starosti farností více. Z hlediska státní správy kolatura může připomínat obce s pověřeným obecním úřadem či obce s rozšířenou působností. Ve farnostech lounském vikariátu se nachází dohromady 73 kostelů a řada větších kaplí, které jsou uvedeny v přehledu. Dále je zde mnoho menších kaplí a kapliček, božích muk, křížů a jiných sakrálních památek, které jsou uvedeny na stránkách pojednávajících o konkrétních farnostech. Přirozeným centrem vikariátu je město Louny, které mu dalo jméno. Okrskovým vikářem je od roku 2010 Augustin Josef Špaček O.Praem.
Významnými poutními centry s úctou k Panně Marii jsou Liběšice s kostelem svatého Martina a Navštívení Panny Marie, kde byla v roce 2015 zřízena Svatá brána a kostel Nanebevzetí Panny Marie v Dolním Ročově s gotickou opukovou sochou Panny Marie Področovské a augustiniánským klášterem. Důležitými duchovními centry jsou pak farnosti odkud jsou spravované kolatury. Kromě lounského děkanství s kostelem sv. Mikuláše od královského architekta Benedikta Rejta jsou to: děkanství Podbořany, děkanství Postoloprty, děkanství Žatec a farnost Liběšice.

## Seznam farností lounského vikariátu

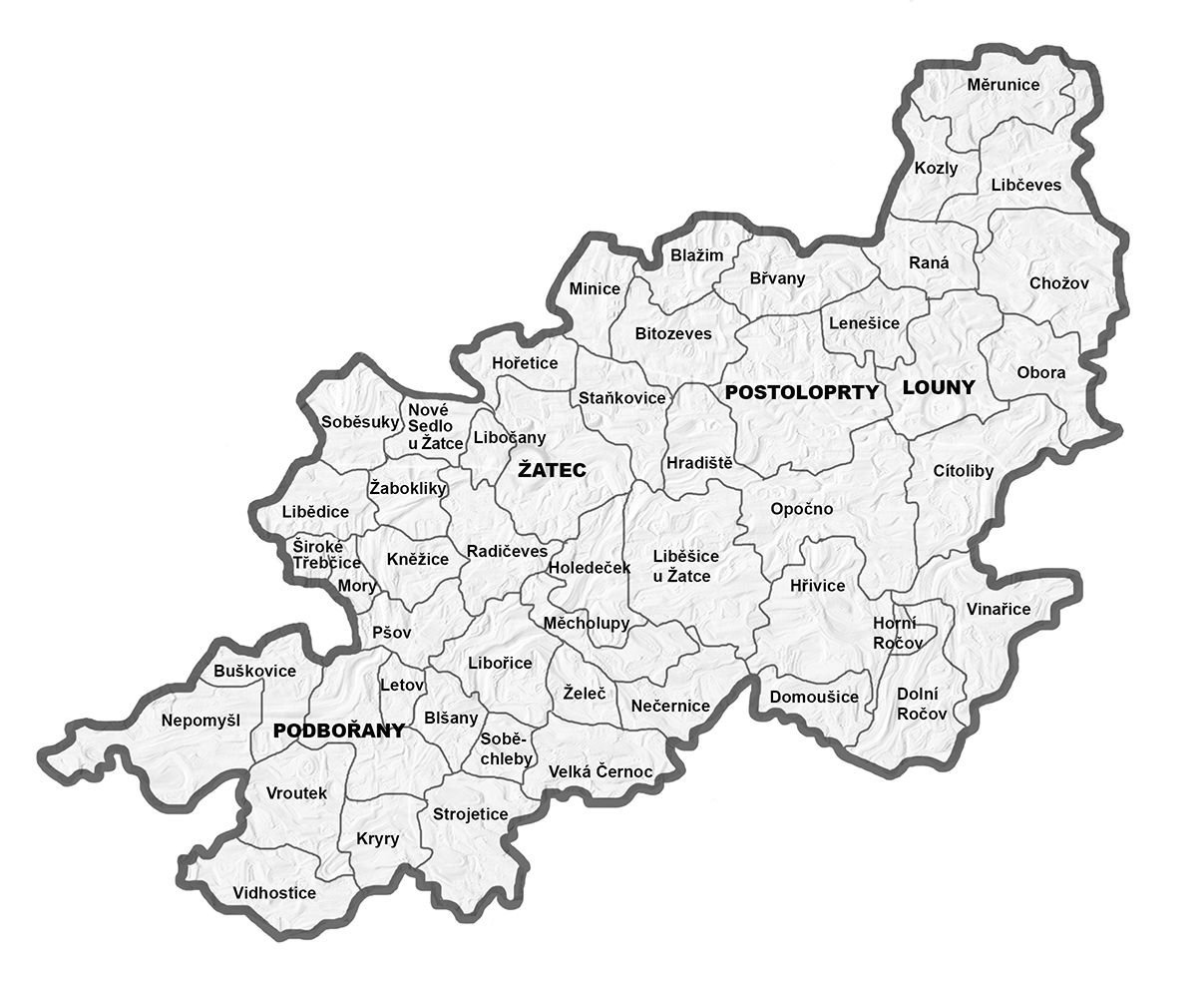

1. Bitozeves
2. Blažim
3. Blšany
4. Břvany
5. Buškovice
6. Cítoliby
7. Dolní Ročov
8. Domoušice
9. Holedeček
10. Horní Ročov
11. Hořetice
12. Hradiště
13. Hřivice
14. Chožov
15. Kněžice
16. Kozly u Loun
17. Kryry
18. Lenešice
19. Letov
20. Libčeves
21. Libědice
22. Liběšice u Žatce
23. Libočany
24. Libořice
25. Louny
26. Měcholupy
27. Měrunice
28. Minice
29. Mory
30. Nečemice
31. Nepomyšl
32. Nové Sedlo u Žatce
33. Obora
34. Opočno
35. Podbořany
36. Postoloprty
37. Pšov
38. Radíčeves
39. Raná u Loun
40. Soběchleby
41. Soběsuky
42. Staňkovice u Žatce
43. Strojetice
44. Široké Třebčice
45. Velká Černoc
46. Vidhostice
47. Vinařice
48. Vroutek
49. Žabokliky
50. Žatec
51. Želeč

| Přehled kostelů a kaplí v lounském vikariátu | Přehled kostelů a kaplí v lounském vikariátu    | Přehled kostelů a kaplí v lounském vikariátu | Přehled kostelů a kaplí v lounském vikariátu | Přehled kostelů a kaplí v lounském vikariátu | Přehled kostelů a kaplí v lounském vikariátu | Přehled kostelů a kaplí v lounském vikariátu | Přehled kostelů a kaplí v lounském vikariátu | Přehled kostelů a kaplí v lounském vikariátu |
| Fotografie                                   | Patrocinium                                     | Slavnost                                     | Místo                                        | Statut                                       | Farnost                                      | Katalog                                      | Souřadnice                                   | Č. kulturní památky (Pk, Mn, MIS, Sez, Obr)  |
| -------------------------------------------- | ----------------------------------------------- | -------------------------------------------- | -------------------------------------------- | -------------------------------------------- | -------------------------------------------- | -------------------------------------------- | -------------------------------------------- | -------------------------------------------- |
|                                              | Anděla Strážce (Čeradice)                       | 2. října                                     | Čeradice                                     | kaple                                        | Farnost Radíčeves                            | bohoslužby                                   | 50°18′28″ s. š., 13°29′32″ v. d.             | —                                            |
|                                              | Čtrnácti sv. pomocníků (Louny)                  | dle 14 sv. pomocníků                         | Louny                                        | filiální kostel (hřbitovní)                  | Farnost Louny                                | bohoslužby                                   | 50°21′30″ s. š., 13°47′7″ v. d.              | 43418/5-996 (Pk•MIS•Sez•Obr•WD)              |
|                                              | Čtrnácti sv. pomocníků (Mradice)                | dle 14 sv. pomocníků                         | Mradice                                      | kaple                                        | Farnost Postoloprty                          | bohoslužby                                   | 50°19′51″ s. š., 13°40′36″ v. d.             | 51012/5-5904 (Pk•MIS•Sez•Obr•WD)             |
|                                              | Jména Panny Marie (Třtěno)                      | 12. září                                     | Třtěno                                       | kaple                                        | Farnost Chožov                               | bohoslužby                                   | 50°25′18″ s. š., 13°52′24″ v. d.             | —                                            |
|                                              | Korunování Panny Marie (Žatec)                  | 22. srpna                                    | Žatec                                        | filiální kostel                              | Farnost Žatec                                | bohoslužby                                   | 50°19′31″ s. š., 13°32′53″ v. d.             | 43185/5-1531 (Pk•MIS•Sez•Obr•WD)             |
|                                              | Nanebevzetí Panny Marie (Dolní Ročov)           | 15. srpna                                    | Dolní Ročov                                  | farní kostel                                 | Farnost Dolní Ročov                          | bohoslužby                                   | 50°14′55″ s. š., 13°46′46″ v. d.             | 43254/5-1389 (Pk•MIS•Sez•Obr•WD)             |
|                                              | Nanebevzetí Panny Marie (Libořice)              | 15. srpna                                    | Libořice                                     | farní kostel                                 | Farnost Libořice                             | bohoslužby                                   | 50°15′19″ s. š., 13°30′53″ v. d.             | 42967/5-1242 (Pk•MIS•Sez•Obr•WD)             |
|                                              | Nanebevzetí Panny Marie (Opočno)                | 15. srpna                                    | Opočno                                       | farní kostel                                 | Farnost Opočno                               | bohoslužby                                   | 50°18′40″ s. š., 13°44′7″ v. d.              | 42888/5-1161 (Pk•MIS•Sez•Obr•WD)             |
|                                              | Nanebevzetí Panny Marie (Postoloprty)           | 15. srpna                                    | Postoloprty                                  | kaple (hřbitovní)                            | Farnost Postoloprty                          | bohoslužby                                   | 50°21′50″ s. š., 13°41′41″ v. d.             | 43632/5-1352 (Pk•MIS•Sez•Obr•WD)             |
|                                              | Nanebevzetí Panny Marie (Postoloprty)           | 15. srpna                                    | Postoloprty                                  | farní kostel                                 | Farnost Postoloprty                          | bohoslužby                                   | 50°21′35″ s. š., 13°42′2″ v. d.              | 42395/5-1351 (Pk•MIS•Sez•Obr•WD)             |
|                                              | Nanebevzetí Panny Marie (Přibenice)             | 15. srpna                                    | Přibenice                                    | filiální kostel                              | Farnost Vidhostice                           | bohoslužby                                   | 50°8′16″ s. š., 13°22′28″ v. d.              | —                                            |
|                                              | Nanebevzetí Panny Marie (Strojetice)            | 15. srpna                                    | Strojetice                                   | farní kostel                                 | Farnost Strojetice                           | bohoslužby                                   | 50°10′28″ s. š., 13°28′38″ v. d.             | 43106/5-1444 (Pk•MIS•Sez•Obr•WD)             |
|                                              | Nanebevzetí Panny Marie (Tuchořice)             | 15. srpna                                    | Tuchořice                                    | kaple                                        | Farnost Liběšice u Žatce                     | bohoslužby                                   | 50°17′21″ s. š., 13°39′11″ v. d.             | —                                            |
|                                              | Nanebevzetí Panny Marie (Žatec)                 | 15. srpna                                    | Žatec                                        | farní kostel                                 | Farnost Žatec                                | bohoslužby                                   | 50°19′53″ s. š., 13°32′35″ v. d.             | 43208/5-1542 (Pk•MIS•Sez•Obr•WD)             |
|                                              | Narození Panny Marie (Buškovice)                | 8. září                                      | Buškovice                                    | farní kostel                                 | Farnost Buškovice                            | bohoslužby                                   | 50°13′38″ s. š., 13°22′26″ v. d.             | 43636/5-1080 (Pk•MIS•Sez•Obr•WD)             |
|                                              | Narození Panny Marie (Dobříčany)                | 8. září                                      | Dobříčany                                    | filiální kostel                              | Farnost Liběšice u Žatce                     | bohoslužby                                   | 50°18′16″ s. š., 13°36′21″ v. d.             | —                                            |
|                                              | Narození Panny Marie (Ročov)                    | 8. září                                      | Ročov                                        | farní kostel                                 | Farnost Horní Ročov                          | bohoslužby                                   | 50°15′8″ s. š., 13°46′25″ v. d.              | —                                            |
|                                              | Narození Panny Marie (Kryry)                    | 8. září                                      | Kryry                                        | farní kostel                                 | Farnost Kryry                                | bohoslužby                                   | 50°10′24″ s. š., 13°25′45″ v. d.             | 43069/5-1212 (Pk•MIS•Sez•Obr•WD)             |
|                                              | Narození Panny Marie (Mory)                     | 8. září                                      | Mory                                         | farní kostel                                 | Farnost Mory                                 | bohoslužby                                   | 50°16′50″ s. š., 13°24′43″ v. d.             | 43249/5-1181 (Pk•MIS•Sez•Obr•WD)             |
|                                              | Narození Panny Marie (Nehasice)                 | 8. září                                      | Nehasice                                     | filiální kostel                              | Farnost Bitozeves                            | bohoslužby                                   | 50°23′9″ s. š., 13°35′41″ v. d.              | 43478/5-1281 (Pk•MIS•Sez•Obr•WD)             |
|                                              | Navštívení Panny Marie (Deštnice)               | 31. května                                   | Deštnice                                     | filiální kostel                              | Farnost Nečemice                             | bohoslužby                                   | 50°13′51″ s. š., 13°36′35″ v. d.             | —                                            |
|                                              | Navštívení Panny Marie (Letov)                  | 31. května                                   | Letov                                        | farní kostel                                 | Farnost Letov                                | bohoslužby                                   | 50°14′4″ s. š., 13°26′40″ v. d.              | 43563/5-1345 (Pk•MIS•Sez•Obr•WD)             |
|                                              | Navštívení Panny Marie (Stekník)                | 31. května                                   | Stekník                                      | kaple (zámecká)                              | Farnost Hradiště                             | bohoslužby                                   | 50°19′23″ s. š., 13°37′25″ v. d.             | 42664/5-1498 (Pk•MIS•Sez•Obr•WD)             |
|                                              | Navštívení Panny Marie (Žiželice)               | 31. května                                   | Žiželice                                     | kaple                                        | Farnost Hořetice                             | bohoslužby                                   | 50°22′1″ s. š., 13°32′37″ v. d.              | 43385/5-1517 (Pk•MIS•Sez•Obr•WD)             |
|                                              | Nejsvětějšího Srdce Ježíšova (Dubčany)          | druhý pátek po N. Trojici                    | Dubčany                                      | kaple                                        | Farnost Liběšice u Žatce                     | bohoslužby                                   | 50°17′54″ s. š., 13°38′ v. d.                | —                                            |
|                                              | Nejsvětějšího Srdce Ježíšova (Lišany)           | druhý pátek po N. Trojici                    | Lišany                                       | kaple                                        | Farnost Hradiště                             | bohoslužby                                   | 50°20′38″ s. š., 13°38′29″ v. d.             | —                                            |
|                                              | Nejsvětější Trojice (Liběšovice)                | první neděle po letnicích                    | Liběšovice                                   | kaple                                        | Farnost Libořice                             | bohoslužby                                   | 50°14′44″ s. š., 13°30′2″ v. d.              | 42603/5-1231 (Pk•MIS•Sez•Obr•WD)             |
|                                              | Nejsvětější Trojice (Mlýnce)                    | první neděle po letnicích                    | Mlýnce                                       | kaple (zámecká)                              | Farnost Vidhostice                           |                                              | 50°9′35″ s. š., 13°18′57″ v. d.              | 43299/5-1127 (Pk•MIS•Sez•Obr•WD)             |
|                                              | Neposkvrněného početí Panny Marie (Siřem)       | 8. prosince                                  | Siřem                                        | filiální kostel                              | Farnost Libořice                             | bohoslužby                                   | 50°14′3″ s. š., 13°30′17″ v. d.              | 43009/5-1235 (Pk•MIS•Sez•Obr•WD)             |
|                                              | Obětování Panny Marie (Výškov)                  | 21. listopadu                                | Výškov                                       | kaple                                        | Farnost Břvany                               | bohoslužby                                   | 50°23′44″ s. š., 13°40′20″ v. d.             | —                                            |
|                                              | Panny Marie (Červený Újezd)                     | 1. ledna                                     | Červený Újezd                                | kaple                                        | Farnost Měrunice                             |                                              | 50°29′23″ s. š., 13°50′38″ v. d.             | —                                            |
|                                              | Panny Marie (Kluček)                            | 1. ledna                                     | Kluček                                       | kaple                                        | Farnost Liběšice u Žatce                     | bohoslužby                                   |                                              | —                                            |
|                                              | Panny Marie (Lhota pod Džbánem)                 | 1. ledna                                     | Lhota pod Džbánem                            | kaple                                        | Farnost Domoušice                            |                                              | 50°13′3″ s. š., 13°43′56″ v. d.              | —                                            |
|                                              | Panny Marie (Líšťany)                           | 1. ledna                                     | Líšťany                                      | kaple (zámecká)                              | Farnost Cítoliby                             | bohoslužby                                   |                                              | —                                            |
|                                              | Panny Marie (Louny)                             | 1. ledna                                     | Louny                                        | filiální kostel                              | Farnost Louny                                | bohoslužby                                   | 50°21′17″ s. š., 13°48′12″ v. d.             | 43437/5-995 (Pk•MIS•Sez•Obr•WD)              |
|                                              | Panny Marie (Roztyly)                           | 1. ledna                                     | Roztyly                                      | kaple                                        | Farnost Soběsuky                             | bohoslužby                                   | 50°20′36″ s. š., 13°26′17″ v. d.             | —                                            |
|                                              | Panny Marie (Senkov)                            | 1. ledna                                     | Senkov                                       | kaple (hřbitovní)                            | Farnost Cítoliby                             | bohoslužby                                   |                                              | —                                            |
|                                              | Panny Marie (Truzenice)                         | 1. ledna                                     | Truzenice                                    | kaple                                        | Farnost Minice                               | bohoslužby                                   | 50°23′43″ s. š., 13°34′26″ v. d.             | —                                            |
|                                              | Panny Marie Sedmibolestné (Trnovany)            | 15. září                                     | Trnovany                                     | kaple                                        | Farnost Liběšice u Žatce                     | bohoslužby                                   |                                              | —                                            |
|                                              | Povýšení sv. Kříže (Široké Třebčice)            | 14. září                                     | Široké Třebčice                              | farní kostel                                 | Farnost Široké Třebčice                      | bohoslužby                                   | 50°16′51″ s. š., 13°23′1″ v. d.              | —                                            |
|                                              | Povýšení sv. Kříže a Všech svatých (Pšov)       | 14. září                                     | Pšov                                         | farní kostel                                 | Farnost Pšov                                 | bohoslužby                                   | 50°15′11″ s. š., 13°27′29″ v. d.             | 43261/5-1373 (Pk•MIS•Sez•Obr•WD)             |
|                                              | sv. Anny (Bezděkov)                             | 26. července                                 | Bezděkov                                     | kaple                                        | Farnost Žatec                                | bohoslužby                                   | 50°19′37″ s. š., 13°35′7″ v. d.              | 43507/5-1050 (Pk•MIS•Sez•Obr•WD)             |
|                                              | sv. Anny (Divice)                               | 26. července                                 | Divice                                       | kaple                                        | Farnost Vinařice                             | bohoslužby                                   | 50°16′38″ s. š., 13°48′55″ v. d.             | 10657/5-5624 (Pk•MIS•Sez•Obr•WD)             |
|                                              | sv. Anny (Líčkov)                               | 26. července                                 | Líčkov                                       | kaple (zámecká)                              | Farnost Liběšice u Žatce                     | bohoslužby                                   | 50°16′42″ s. š., 13°37′29″ v. d.             | 42829/5-1248 (Pk•MIS•Sez•Obr•WD)             |
|                                              | sv. Anny (Nečichy)                              | 26. července                                 | Nečichy                                      | kaple                                        | Farnost Louny                                | bohoslužby                                   | 50°23′8″ s. š., 13°48′52″ v. d.              | 42306/5-1280 (Pk•MIS•Sez•Obr•WD)             |
|                                              | sv. Anny (Počerady)                             | 26. července                                 | Počerady                                     | kaple                                        | Farnost Břvany                               | bohoslužby                                   | 50°25′10″ s. š., 13°41′17″ v. d.             | —                                            |
|                                              | sv. Anny (Soběsuky)                             | 26. července                                 | Soběsuky                                     | kaple                                        | Farnost Soběsuky                             | bohoslužby                                   | 50°21′1″ s. š., 13°24′8″ v. d.               | 19443/5-834 (Pk•MIS•Sez•Obr•WD)              |
|                                              | sv. Anny (Strkovice)                            | 26. července                                 | Strkovice                                    | kaple (zámecká)                              | Farnost Hradiště                             | bohoslužby                                   | 50°19′32″ s. š., 13°38′58″ v. d.             | 43457/5-1441 (Pk•MIS•Sez•Obr•WD)             |
|                                              | sv. Antonína Pad. (Malá Černoc)                 | 13. června                                   | Malá Černoc                                  | kaple                                        | Farnost Velká Černoc                         | bohoslužby                                   | 50°12′11″ s. š., 13°32′58″ v. d.             | —                                            |
|                                              | sv. Antonína Pad. (Úlovice)                     | 13. června                                   | Úlovice                                      | kaple                                        | Farnost Dolní Ročov                          | bohoslužby                                   | 50°15′52″ s. š., 13°47′32″ v. d.             | —                                            |
|                                              | sv. Antonína Pad. (Velemyšleves)                | 13. června                                   | Velemyšleves                                 | kaple                                        | Farnost Minice                               | bohoslužby                                   | 50°24′10″ s. š., 13°33′51″ v. d.             | —                                            |
|                                              | sv. Antonína Pad. (Žatec)                       | 13. června                                   | Žatec                                        | kaple (hřbitovní)                            | Farnost Žatec                                | bohoslužby                                   |                                              | —                                            |
|                                              | sv. Bartoloměje (Holedeček)                     | 24. srpna                                    | Holedeč                                      | farní kostel                                 | Farnost Holedeček                            | bohoslužby                                   | 50°17′2″ s. š., 13°33′37″ v. d.              | 43565/5-1132 (Pk•MIS•Sez•Obr•WD)             |
|                                              | sv. Bartoloměje (Nečemice)                      | 24. srpna                                    | Nečemice                                     | farní kostel                                 | Farnost Nečemice                             | bohoslužby                                   | 50°14′29″ s. š., 13°38′30″ v. d.             | 42774/5-1277 (Pk•MIS•Sez•Obr•WD)             |
|                                              | sv. Bartoloměje (Žabokliky)                     | 24. srpna                                    | Žabokliky                                    | farní kostel                                 | Farnost Žabokliky                            | bohoslužby                                   | 50°19′7″ s. š., 13°27′16″ v. d.              | 10001/5-1395 (Pk•MIS•Sez•Obr•WD)             |
|                                              | sv. Bernarda (Řisuty)                           | 20. srpna                                    | Řisuty                                       | filiální kostel                              | Farnost Měrunice                             | bohoslužby                                   | 50°28′21″ s. š., 13°51′28″ v. d.             | 43400/5-1392 (Pk•MIS•Sez•Obr•WD)             |
|                                              | sv. Floriána (Čejkovice)                        | 4. května                                    | Čejkovice                                    | kaple                                        | Farnost Libědice                             | bohoslužby                                   | 50°18′26″ s. š., 13°25′4″ v. d.              | 16297/5-611 (Pk•MIS•Sez•Obr•WD)              |
|                                              | sv. Floriána (Veltěže)                          | 4. května                                    | Veltěže                                      | kaple                                        | Farnost Obora                                | bohoslužby                                   | 50°21′11″ s. š., 13°52′30″ v. d.             | —                                            |
|                                              | sv. Havla (Brloh)                               | 16. října                                    | Brloh                                        | filiální kostel                              | Farnost Cítoliby                             | bohoslužby                                   | 50°19′5″ s. š., 13°49′31″ v. d.              | 42595/5-1100 (Pk•MIS•Sez•Obr•WD)             |
|                                              | sv. Havla (Počedělice)                          | 16. října                                    | Počedělice                                   | filiální kostel                              | Farnost Chožov                               |                                              | 50°22′15″ s. š., 13°53′10″ v. d.             | 43705/5-1328 (Pk•MIS•Sez•Obr•WD)             |
|                                              | sv. Jakuba apoštola (Cítoliby)                  | 25. července                                 | Cítoliby                                     | farní kostel                                 | Farnost Cítoliby                             | bohoslužby                                   | 50°19′51″ s. š., 13°48′50″ v. d.             | 42559/5-1085 (Pk•MIS•Sez•Obr•WD)             |
|                                              | sv. Jakuba apoštola (Hřivice)                   | 25. července                                 | Hřivice                                      | farní kostel                                 | Farnost Hřivice                              | bohoslužby                                   | 50°17′17″ s. š., 13°43′47″ v. d.             | 42847/5-1142 (Pk•MIS•Sez•Obr•WD)             |
|                                              | sv. Jakuba Staršího (Lahovice)                  | 25. července                                 | Lahovice                                     | filiální kostel                              | Farnost Libčeves                             | bohoslužby                                   | 50°27′25″ s. š., 13°51′3″ v. d.              | 11440/5-5779 (Pk•MIS•Sez•Obr•WD)             |
|                                              | sv. Jakuba Většího (Vroutek)                    | 25. července                                 | Vroutek                                      | kostel                                       | Farnost Vroutek                              |                                              | 50°10′48″ s. š., 13°22′46″ v. d.             | 43204/5-1483 (Pk•MIS•Sez•Obr•WD)             |
|                                              | sv. Jana Křtitele (Lenešice)                    | 24. června                                   | Lenešice                                     | kaple                                        | Farnost Lenešice                             | bohoslužby                                   | 50°22′45″ s. š., 13°45′35″ v. d.             | —                                            |
|                                              | sv. Jana Křtitele (Skupice)                     | 24. června                                   | Skupice                                      | filiální kostel (hřbitovní)                  | Farnost Postoloprty                          | bohoslužby                                   | 50°20′43″ s. š., 13°42′11″ v. d.             | 43669/5-1403 (Pk•MIS•Sez•Obr•WD)             |
|                                              | sv. Jana Křtitele (Vroutek)                     | 24. června                                   | Vroutek                                      | farní kostel                                 | Farnost Vroutek                              | bohoslužby                                   | 50°10′46″ s. š., 13°22′48″ v. d.             | 42928/5-1484 (Pk•MIS•Sez•Obr•WD)             |
|                                              | sv. Jana Nepomuckého (Kličín)                   | 16. května                                   | Kličín                                       | filiální kostel                              | Farnost Kněžice                              | bohoslužby                                   | 50°17′24″ s. š., 13°27′24″ v. d.             | 43668/5-1103 (Pk•MIS•Sez•Obr•WD)             |
|                                              | sv. Jana Nepomuckého (Leská)                    | 16. května                                   | Leská                                        | kaple                                        | Farnost Libčeves                             | bohoslužby                                   | 50°28′45″ s. š., 13°53′6″ v. d.              | —                                            |
|                                              | sv. Jana a Pavla (Oploty)                       | 26. června                                   | Oploty                                       | kaple                                        | Farnost Kněžice                              |                                              | 50°16′51″ s. š., 13°26′25″ v. d.             | 43191/5-1179 (Pk•MIS•Sez•Obr•WD)             |
|                                              | sv. Jiljí (Vinařice)                            | 1. září                                      | Vinařice                                     | farní kostel                                 | Farnost Vinařice                             | bohoslužby                                   | 50°15′57″ s. š., 13°49′15″ v. d.             | 42893/5-1473 (Pk•MIS•Sez•Obr•WD)             |
|                                              | sv. Jiří (Mnichov)                              | 24. dubna                                    | Mnichov                                      | kaple                                        | Farnost Raná u Loun                          | bohoslužby                                   | 50°25′7″ s. š., 13°48′31″ v. d.              | —                                            |
|                                              | sv. Jiří (Soběchleby)                           | 24. dubna                                    | Soběchleby                                   | farní kostel                                 | Farnost Soběchleby                           | bohoslužby                                   | 50°12′55″ s. š., 13°31′ v. d.                | 42699/5-1430 (Pk•MIS•Sez•Obr•WD)             |
|                                              | sv. Josefa (Jimlín)                             | 19. března                                   | Jimlín                                       | kaple (zámecká)                              | Farnost Opočno                               | bohoslužby                                   | 50°19′11″ s. š., 13°44′57″ v. d.             | 42390/5-1155 (Pk•MIS•Sez•Obr•WD)             |
|                                              | sv. Kateřiny (Kněžice)                          | 25. listopadu                                | Kněžice                                      | farní kostel                                 | Farnost Kněžice                              | bohoslužby                                   | 50°17′11″ s. š., 13°25′52″ v. d.             | —                                            |
|                                              | sv. Kateřiny (Obora)                            | 25. listopadu                                | Obora                                        | farní kostel                                 | Farnost Obora                                | bohoslužby                                   | 50°22′25″ s. š., 13°51′41″ v. d.             | 43326/5-1110 (Pk•MIS•Sez•Obr•WD)             |
|                                              | sv. Klementa (Chlumčany)                        | 23. listopadu                                | Chlumčany                                    | filiální kostel                              | Farnost Cítoliby                             | bohoslužby                                   | 50°19′51″ s. š., 13°48′50″ v. d.             | 43087/5-1146 (Pk•MIS•Sez•Obr•WD)             |
|                                              | sv. Kříže (Louny)                               | 14. září                                     | Louny                                        | kaple (dom.důch.)                            | Farnost Louny                                | bohoslužby                                   | 50°20′53″ s. š., 13°48′24″ v. d.             | —                                            |
|                                              | sv. Kříže (Vršovice)                            | 14. září                                     | Vršovice                                     | kaple (zámecká)                              | Farnost Obora                                |                                              |                                              | 42732/5-1493 (Pk•MIS•Sez•Obr•WD)             |
|                                              | sv. Kříže (Žatec)                               | 14. září                                     | Žatec                                        | kaple                                        | Farnost Žatec                                |                                              |                                              | —                                            |
|                                              | sv. Markéty (Kroučová)                          | 20. července                                 | Kroučová                                     | filiální kostel                              | Farnost Dolní Ročov                          | bohoslužby                                   | 50°12′26″ s. š., 13°46′55″ v. d.             | 12102/2-4214 (Pk•MIS•Sez•Obr•WD)             |
|                                              | sv. Martina (Břvany)                            | 11. listopadu                                | Břvany                                       | farní kostel                                 | Farnost Břvany                               | bohoslužby                                   | 50°23′54″ s. š., 13°43′12″ v. d.             | 42296/5-1074 (Pk•MIS•Sez•Obr•WD)             |
|                                              | sv. Martina (Domoušice)                         | 11. listopadu                                | Domoušice                                    | farní kostel                                 | Farnost Domoušice                            | bohoslužby                                   | 50°13′48″ s. š., 13°43′59″ v. d.             | 42287/5-1121 (Pk•MIS•Sez•Obr•WD)             |
|                                              | sv. Martina (Kozly)                             | 11. listopadu                                | Kozly                                        | farní kostel                                 | Farnost Kozly u Loun                         | bohoslužby                                   | 50°27′24″ s. š., 13°47′2″ v. d.              | 43403/5-1192 (Pk•MIS•Sez•Obr•WD)             |
|                                              | sv. Martina a Navštívení Panny Marie (Liběšice) | 11. listopadu                                | Liběšice                                     | farní kostel                                 | Farnost Liběšice u Žatce                     | bohoslužby                                   | 50°17′35″ s. š., 13°37′19″ v. d.             | 43189/5-1228 (Pk•MIS•Sez•Obr•WD)             |
|                                              | sv. Martina (Minice)                            | 11. listopadu                                | Minice                                       | farní kostel                                 | Farnost Minice                               | bohoslužby                                   | 50°23′30″ s. š., 13°34′31″ v. d.             | 43321/5-1459 (Pk•MIS•Sez•Obr•WD)             |
|                                              | sv. Martina (Očihov)                            | 11. listopadu                                | Očihov                                       | filiální kostel                              | Farnost Podbořany                            | bohoslužby                                   | 50°11′54″ s. š., 13°27′44″ v. d.             | 43006/5-1292 (Pk•MIS•Sez•Obr•WD)             |
|                                              | sv. Martina (Soběsuky)                          | 11. listopadu                                | Soběsuky                                     | farní kostel                                 | Farnost Soběsuky                             | bohoslužby                                   | 50°21′5″ s. š., 13°25′39″ v. d.              | 28879/5-837 (Pk•MIS•Sez•Obr•WD)              |
|                                              | sv. Martina (Vidhostice)                        | 11. listopadu                                | Vidhostice                                   | farní kostel                                 | Farnost Vidhostice                           | bohoslužby                                   | 50°9′21″ s. š., 13°22′23″ v. d.              | 42712/5-1471 (Pk•MIS•Sez•Obr•WD)             |
|                                              | sv. Máří Magdaleny (Solopysky)                  | 22. července                                 | Solopysky                                    | kaple                                        | Farnost Hřivice                              | bohoslužby                                   | 50°15′36″ s. š., 13°44′46″ v. d.             | —                                            |
|                                              | sv. Matouše (Dobroměřice)                       | 21. září                                     | Dobroměřice                                  | filiální kostel                              | Farnost Louny                                | bohoslužby                                   | 50°22′10″ s. š., 13°47′39″ v. d.             | 43200/5-1114 (Pk•MIS•Sez•Obr•WD)             |
|                                              | sv. Matouše (Pnětluky)                          | 21. září                                     | Pnětluky                                     | filiální kostel                              | Farnost Hřivice                              | bohoslužby                                   | 50°15′4″ s. š., 13°42′15″ v. d.              | 42371/5-1325 (Pk•MIS•Sez•Obr•WD)             |
|                                              | sv. Michaela archanděla (Bitozeves)             | 29. září                                     | Bitozeves                                    | farní kostel                                 | Farnost Bitozeves                            | bohoslužby                                   | 50°22′30″ s. š., 13°38′37″ v. d.             | 42425/5-1052 (Pk•MIS•Sez•Obr•WD)             |
|                                              | sv. Michaela archanděla (Blšany)                | 29. září                                     | Blšany                                       | farní kostel                                 | Farnost Blšany                               | bohoslužby                                   | 50°13′2″ s. š., 13°28′16″ v. d.              | 43473/5-1065 (Pk•MIS•Sez•Obr•WD)             |
|                                              | sv. Mikuláše (Běsno)                            | 6. prosince                                  | Běsno                                        | filiální kostel                              | Farnost Strojetice                           | bohoslužby                                   | 50°10′48″ s. š., 13°30′44″ v. d.             | 105139 (Pk•MIS•Sez•Obr•WD)                   |
|                                              | sv. Mikuláše (Louny)                            | 6. prosince                                  | Louny                                        | farní kostel                                 | Farnost Louny                                | bohoslužby                                   | 50°21′26″ s. š., 13°47′43″ v. d.             | 42692/5-997 (Pk•MIS•Sez•Obr•WD)              |
|                                              | sv. Mikuláše (Nepomyšl)                         | 6. prosince                                  | Nepomyšl                                     | farní kostel                                 | Farnost Nepomyšl                             | bohoslužby                                   | 50°13′2″ s. š., 13°18′42″ v. d.              | 42850/5-1283 (Pk•MIS•Sez•Obr•WD)             |
|                                              | sv. Mikuláše (Orasice)                          | 6. prosince                                  | Orasice                                      | filiální kostel                              | Farnost Chožov                               | bohoslužby                                   | 50°23′10″ s. š., 13°54′7″ v. d.              | 43364/5-1329 (Pk•MIS•Sez•Obr•WD)             |
|                                              | sv. Mikuláše (Želeč)                            | 6. prosince                                  | Želeč                                        | farní kostel                                 | Farnost Želeč                                | bohoslužby                                   | 50°14′17″ s. š., 13°33′23″ v. d.             | 43359/5-1510 (Pk•MIS•Sez•Obr•WD)             |
|                                              | sv. Notburgy (Podbořanský Rohozec)              | 14. září                                     | Podbořanský Rohozec                          | filiální kostel                              | Farnost Nepomyšl                             | bohoslužby                                   | 50°12′59″ s. š., 13°15′42″ v. d.             | 43014/5-1331 (Pk•MIS•Sez•Obr•WD)             |
|                                              | sv. Petra (Louny)                               | 29. června                                   | Louny                                        | kostel (lapidárium)                          | Farnost Louny                                |                                              | 50°21′32″ s. š., 13°47′14″ v. d.             | 42894/5-998 (Pk•MIS•Sez•Obr•WD)              |
|                                              | sv. Petra a Pavla (Levonice)                    | 29. června                                   | Levonice                                     | kaple                                        | Farnost Postoloprty                          | bohoslužby                                   | 50°20′15″ s. š., 13°40′31″ v. d.             | —                                            |
|                                              | sv. Petra a Pavla (Podbořany)                   | 29. června                                   | Podbořany                                    | farní kostel                                 | Farnost Podbořany                            | bohoslužby                                   | 50°13′46″ s. š., 13°24′44″ v. d.             | 42960/5-1335 (Pk•MIS•Sez•Obr•WD)             |
|                                              | sv. Petra a Pavla (Želkovice)                   | 29. června                                   | Želkovice                                    | filiální kostel                              | Farnost Libčeves                             | bohoslužby                                   | 50°27′47″ s. š., 13°52′27″ v. d.             | 43494/5-1515 (Pk•MIS•Sez•Obr•WD)             |
|                                              | sv. Prokopa (Blažim)                            | 4. července                                  | Blažim                                       | farní kostel                                 | Farnost Blažim                               | bohoslužby                                   | 50°24′30″ s. š., 13°37′32″ v. d.             | 43123/5-1060 (Pk•MIS•Sez•Obr•WD)             |
|                                              | sv. Prokopa (Pochvalov)                         | 4. července                                  | Pochvalov                                    | kaple                                        | Farnost Dolní Ročov                          | bohoslužby                                   | 50°13′43″ s. š., 13°47′41″ v. d.             | 12098/2-4216 (Pk•MIS•Sez•Obr•WD)             |
|                                              | sv. Stanislava z Krakova (Měrunice)             | 11. dubna                                    | Měrunice                                     | farní kostel                                 | Farnost Měrunice                             | bohoslužby                                   | 50°28′40″ s. š., 13°49′ v. d.                | 43651/5-4818 (Pk•MIS•Sez•Obr•WD)             |
|                                              | Svaté rodiny (Liběšice)                         | neděle v oktávu Narození Páně                | Liběšice                                     | kaple                                        | Farnost Liběšice u Žatce                     | bohoslužby                                   |                                              | —                                            |
|                                              | sv. Šimona a Judy (Břežany)                     | 28. října                                    | Břežany                                      | filiální kostel                              | Farnost Žabokliky                            | bohoslužby                                   | 50°20′59″ s. š., 13°27′42″ v. d.             | 43534/5-1069 (Pk•MIS•Sez•Obr•WD)             |
|                                              | sv. Šimona a Judy (Hradiště)                    | 28. října                                    | Hradiště                                     | farní kostel                                 | Farnost Hradiště                             | bohoslužby                                   | 50°19′58″ s. š., 13°38′14″ v. d.             | 42946/5-1440 (Pk•MIS•Sez•Obr•WD)             |
|                                              | sv. Šimona a Judy (Lenešice)                    | 28. října                                    | Lenešice                                     | kaple                                        | Farnost Lenešice                             | bohoslužby                                   | 50°22′37″ s. š., 13°45′42″ v. d.             | —                                            |
|                                              | sv. Šimona a Judy (Lenešice)                    | 28. října                                    | Lenešice                                     | farní kostel                                 | Farnost Lenešice                             | bohoslužby                                   | 50°22′37″ s. š., 13°45′39″ v. d.             | 43217/5-1216 (Pk•MIS•Sez•Obr•WD)             |
|                                              | sv. Václava (Dřevíč)                            | 28. září                                     | Dřevíč                                       | kaple                                        | Farnost Vinařice                             | bohoslužby                                   | 50°14′55″ s. š., 13°49′37″ v. d.             | —                                            |
|                                              | sv. Václava (Krásný Dvůr)                       | 28. září                                     | Krásný Dvůr                                  | filiální kostel                              | Farnost Buškovice                            | bohoslužby                                   | 50°15′15″ s. š., 13°22′6″ v. d.              | —                                            |
|                                              | sv. Václava (Lipenec)                           | 28. září                                     | Lipenec                                      | filiální kostel                              | Farnost Opočno                               | bohoslužby                                   | 50°18′58″ s. š., 13°42′6″ v. d.              | 42601/5-1257 (Pk•MIS•Sez•Obr•WD)             |
|                                              | sv. Václava (Mnichovský Týnec)                  | 28. září                                     | Mnichovský Týnec                             | kaple                                        | Farnost Chožov                               | bohoslužby                                   | 50°25′5″ s. š., 13°50′29″ v. d.              | —                                            |
|                                              | sv. Václava (Nové Sedlo)                        | 28. září                                     | Nové Sedlo                                   | farní kostel                                 | Farnost Nové Sedlo u Žatce                   | bohoslužby                                   | 50°20′20″ s. š., 13°28′37″ v. d.             | 42486/5-1287 (Pk•MIS•Sez•Obr•WD)             |
|                                              | sv. Václava (Radíčeves)                         | 28. září                                     | Radíčeves                                    | farní kostel                                 | Farnost Radíčeves                            | bohoslužby                                   | 50°17′30″ s. š., 13°30′51″ v. d.             | 43172/5-1379 (Pk•MIS•Sez•Obr•WD)             |
|                                              | sv. Václava (Staňkovice)                        | 28. září                                     | Staňkovice                                   | farní kostel                                 | Farnost Staňkovice u Žatce                   | bohoslužby                                   | 50°21′ s. š., 13°34′22″ v. d.                | 43389/5-1431 (Pk•MIS•Sez•Obr•WD)             |
|                                              | sv. Václava (Velká Černoc)                      | 28. září                                     | Velká Černoc                                 | farní kostel                                 | Farnost Velká Černoc                         | bohoslužby                                   | 50°12′8″ s. š., 13°35′12″ v. d.              | 43537/5-1467 (Pk•MIS•Sez•Obr•WD)             |
|                                              | sv. Václava (Vlčí)                              | 28. září                                     | Vlčí                                         | kaple                                        | Farnost Cítoliby                             | bohoslužby                                   | 50°19′59″ s. š., 13°51′11″ v. d.             | —                                            |
|                                              | sv. Václava (Žatec)                             | 28. září                                     | Žatec                                        | filiální kostel                              | Farnost Žatec                                | bohoslužby                                   | 50°19′50″ s. š., 13°32′19″ v. d.             | 42316/5-1525 (Pk•MIS•Sez•Obr•WD)             |
|                                              | sv. Vavřince (Černčice)                         | 10. srpna                                    | Černčice                                     | filiální kostel                              | Farnost Obora                                | bohoslužby                                   | 50°21′41″ s. š., 13°50′33″ v. d.             | 42442/5-1104 (Pk•MIS•Sez•Obr•WD)             |
|                                              | sv. Vavřince (Hořetice)                         | 10. srpna                                    | Hořetice                                     | farní kostel                                 | Farnost Hořetice                             | bohoslužby                                   | 50°22′45″ s. š., 13°30′24″ v. d.             | 43280/5-1521 (Pk•MIS•Sez•Obr•WD)             |
|                                              | sv. Víta (Libědice)                             | 15. června                                   | Libědice                                     | farní kostel                                 | Farnost Libědice                             | bohoslužby                                   | 50°18′45″ s. š., 13°23′3″ v. d.              | 37351/5-591 (Pk•MIS•Sez•Obr•WD)              |
|                                              | sv. Víta (Sinutec)                              | 15. června                                   | Sinutec                                      | kaple                                        | Farnost Kozly u Loun                         |                                              | 50°26′43″ s. š., 13°47′29″ v. d.             | 43258/5-1195 (Pk•MIS•Sez•Obr•WD)             |
|                                              | sv. Vojtěcha (Račetice)                         | 23. dubna                                    | Račetice                                     | filiální kostel                              | Farnost Libědice                             | bohoslužby                                   | 50°18′23″ s. š., 13°21′56″ v. d.             | —                                            |
|                                              | sv. Vojtěcha (Třeboc)                           | 23. dubna                                    | Třeboc                                       | kaple                                        | Farnost Dolní Ročov                          | bohoslužby                                   | 50°12′55″ s. š., 13°45′ v. d.                | 12104/2-4215 (Pk•MIS•Sez•Obr•WD)             |
|                                              | Stětí sv. Jana Křtitele (Libčeves)              | 29. srpna                                    | Libčeves                                     | farní kostel                                 | Farnost Libčeves                             | bohoslužby                                   | 50°27′8″ s. š., 13°50′16″ v. d.              | 43287/5-1222 (Pk•MIS•Sez•Obr•WD)             |
|                                              | Všech svatých (Libočany)                        | 1. listopadu                                 | Libočany                                     | farní kostel                                 | Farnost Libočany                             | bohoslužby                                   | 50°20′0″ s. š., 13°30′54″ v. d.              | 42540/5-1238 (Pk•MIS•Sez•Obr•WD)             |
|                                              | Všech svatých (Raná)                            | 1. listopadu                                 | Raná                                         | farní kostel                                 | Farnost Raná u Loun                          | bohoslužby                                   | 50°24′40″ s. š., 13°46′45″ v. d.             | 43358/5-1384 (Pk•MIS•Sez•Obr•WD)             |
|                                              | Kaple (Blšany)                                  | zasvěcení neznámé                            | Blšany                                       | kaple                                        | Farnost Blšany                               |                                              |                                              | —                                            |
|                                              | Kaple (Blšany u Loun)                           | zasvěcení neznámé                            | Blšany u Loun                                | kaple                                        | Farnost Cítoliby                             |                                              |                                              | —                                            |
|                                              | Kaple (Brodec)                                  | zasvěcení neznámé                            | Brodec                                       | kaple                                        | Farnost Cítoliby                             |                                              |                                              | —                                            |
|                                              | Kaple (Brody)                                   | zasvěcení neznámé                            | Brody                                        | kaple (zámecká)                              | Farnost Buškovice                            |                                              | 50°15′6″ s. š., 13°22′13″ v. d.              | 42340/5-1199 (Pk•MIS•Sez•Obr•WD)             |
|                                              | Kaple (Břínkov)                                 | zasvěcení neznámé                            | Břínkov                                      | kaple                                        | Farnost Vinařice                             |                                              | 50°16′39″ s. š., 13°47′15″ v. d.             | —                                            |
|                                              | Kaple (Dolejší Hůrky)                           | zasvěcení neznámé                            | Dolejší Hůrky                                | kaple                                        | Farnost Hradiště                             |                                              | 50°20′31″ s. š., 13°37′37″ v. d.             | —                                            |
|                                              | Kaple (Drahomyšl)                               | zasvěcení neznámé                            | Drahomyšl                                    | kaple                                        | Farnost Liběšice u Žatce                     |                                              | 50°18′40″ s. š., 13°38′52″ v. d.             | —                                            |
|                                              | Kaple (Hlubany)                                 | zasvěcení neznámé                            | Hlubany                                      | kaple (hřbitovní)                            | Farnost Podbořany                            |                                              | 50°13′44″ s. š., 13°23′46″ v. d.             | —                                            |
|                                              | Kaple (Hořenec)                                 | zasvěcení neznámé                            | Hořenec                                      | kaple                                        | Farnost Měrunice                             |                                              |                                              | —                                            |
|                                              | Kaple (Jimlín)                                  | zasvěcení neznámé                            | Jimlín                                       | kaple                                        | Farnost Opočno                               |                                              |                                              | —                                            |
|                                              | Kaple (Kocanda)                                 | zasvěcení neznámé                            | Kocanda                                      | kaple                                        | Farnost Vinařice                             |                                              |                                              | —                                            |
|                                              | Kaple (Kozojedy)                                | zasvěcení neznámé                            | Kozojedy                                     | kaple                                        | Farnost Vinařice                             |                                              | 50°15′19″ s. š., 13°48′56″ v. d.             | —                                            |
|                                              | Kaple s hrobkou (Letov)                         | zasvěcení neznámé                            | Letov                                        | kaple (krypta)                               | Farnost Letov                                |                                              | 50°14′2″ s. š., 13°26′38″ v. d.              | 42860/5-1346 (Pk•MIS•Sez•Obr•WD)             |
|                                              | Kaple (Líčkov)                                  | zasvěcení neznámé                            | Líčkov                                       | kaple                                        | Farnost Liběšice u Žatce                     |                                              | 50°16′34″ s. š., 13°37′37″ v. d.             | —                                            |
|                                              | Kaple (Lipno)                                   | zasvěcení neznámé                            | Lipno                                        | kaple                                        | Farnost Opočno                               |                                              |                                              | —                                            |
|                                              | Kaple (Podbořany)                               | zasvěcení neznámé                            | Podbořany                                    | kaple (d.seniorů)                            | Farnost Podbořany                            | bohoslužby                                   |                                              | —                                            |
|                                              | Kaple (Smilovice)                               | zasvěcení neznámé                            | Smilovice                                    | kaple                                        | Farnost Vinařice                             |                                              | 50°14′50″ s. š., 13°48′27″ v. d.             | 10115/2-4231 (Pk•MIS•Sez•Obr•WD)             |
|                                              | Kaple (Sýrovice)                                | zasvěcení neznámé                            | Sýrovice                                     | kaple                                        | Farnost Pšov                                 | bohoslužby                                   | 50°15′38″ s. š., 13°28′5″ v. d.              | —                                            |
|                                              | Kaple (Touchovice)                              | zasvěcení neznámé                            | Touchovice                                   | kaple                                        | Farnost Opočno                               |                                              | 50°18′11″ s. š., 13°43′51″ v. d.             | 42659/5-1451 (Pk•MIS•Sez•Obr•WD)             |
|                                              | Kaple (Tuchořice)                               | zasvěcení neznámé                            | Tuchořice                                    | kaple                                        | Farnost Liběšice u Žatce                     |                                              | 50°17′5″ s. š., 13°39′47″ v. d.              | —                                            |
|                                              | Kaple (Tvršice)                                 | zasvěcení neznámé                            | Tvršice                                      | kaple                                        | Farnost Staňkovice u Žatce                   |                                              | 50°20′29″ s. š., 13°35′13″ v. d.             | —                                            |
|                                              | Kaple (Valov)                                   | zasvěcení neznámé                            | Valov                                        | kaple                                        | Farnost Podbořany                            |                                              | 50°12′6″ s. š., 13°25′8″ v. d.               | 42743/5-1348 (Pk•MIS•Sez•Obr•WD)             |
|                                              | Kaple (Veletice)                                | zasvěcení neznámé                            | Veletice                                     | kaple                                        | Farnost Holedeček                            |                                              | 50°17′47″ s. š., 13°34′25″ v. d.             | —                                            |
|                                              | Kaple (Vroutek)                                 | zasvěcení neznámé                            | Vroutek                                      | kaple (d.seniorů)                            | Farnost Vroutek                              | bohoslužby                                   |                                              | —                                            |
|                                              | Kaple (Všechlapy)                               | zasvěcení neznámé                            | Všechlapy                                    | kaple                                        | Farnost Libčeves                             |                                              | 50°27′31″ s. š., 13°50′10″ v. d.             | —                                            |
|                                              | Kaple (Železná)                                 | zasvěcení neznámé                            | Železná                                      | kaple                                        | Farnost Libořice                             |                                              | 50°15′34″ s. š., 13°31′21″ v. d.             | —                                            |
|                                              | Kaple (Židovice)                                | zasvěcení neznámé                            | Židovice                                     | kaple                                        | Farnost Libčeves                             |                                              | 50°26′39″ s. š., 13°51′53″ v. d.             | —                                            |
|                                              | Kaple (Žichov)                                  | zasvěcení neznámé                            | Žichov                                       | kaple                                        | Farnost Měrunice                             |                                              |                                              | —                                            |

## Farní obvody lounského vikariátu
Farnosti jsou z důvodu efektivity duchovní správy spojeny do farních obvodů (kolatur). Některé farnosti mohou mít správce dva. Jednoho, který má na starosti materiální záležitosti (in materialibus); a druhého, který vykonává duchovní službu (in spiritualibus). Upřesňující údaje v kolonce správce se vztahují k obsazené farnosti. Farnosti mají osoby pověřené různými funkcemi uvedené na svých stránkách či v diecézním katalogu.
| Farnosti                   | Farnosti | Farnosti                                                                               | Farnosti                                                |
| Farnost obsazená duchovním | Farnost spravovaná excurrendo | Správce                                                                                | Web a facebook farní kolatury                           |
| -------------------------- | --- | -------------------------------------------------------------------------------------- | ------------------------------------------------------- |
|                            | Libčeves | R.D. Mgr. Wojciech Szostek, admin. exc.                                                |                                                         |
| Liběšice u Žatce           | Domoušice • Holedeček • Hořetice • Hradiště • Hřivice • Libořice • Měcholupy • Nečemice • Soběchleby • Velká Černoc • Želeč                                                        | P. Mgr. Vilém Marek Štěpán, O.Praem., farář                                            | Web farnosti Liběšice u Žatce farnosti Liběšice u Žatce |
| Louny                      | Cítoliby • Dolní Ročov • Horní Ročov • Chožov • Kozly u Loun • Měrunice • Obora • Opočno • Vinařice                                                                                | R.D. Lic. theol. Mgr. Lukáš Hrabánek, děkan J.M. can. Werner Horák, výpomocný duchovní | Web farnosti – děkanství Louny                          |
| Podbořany                  | Blšany • Buškovice • Kněžice • Kryry • Letov • Libědice • Mory • Nepomyšl • Nové Sedlo u Žatce • Pšov • Soběsuky • Strojetice • Široké Třebčice • Vidhostice • Vroutek • Žabokliky | P. Alexander Siudzik, CSsR, děkan                                                      | farnosti – děkanství Podbořany                          |
| Lenešice                   | | R.D. Rudolf Prey in spiritualibus R.D. Mgr. Radim Vondráček in materialibus            | Web farnosti – děkanství Postoloprty Kostel Postoloprty |
| Postoloprty                | Bitozeves • Blažim • Břvany • Minice • Raná u Loun | R.D. Mgr. Radim Vondráček, děkan                                                       | Web farnosti – děkanství Postoloprty Kostel Postoloprty |
| Žatec                      | Libočany • Radíčeves • Staňkovice u Žatce | P. Augustin Josef Špaček, O.Praem., děkan                                              | Web farnosti – děkanství Žatec                          |

## Okrskoví vikáři
- 1811–1822 Jan Jeltsch
- od 1. 5. 1969 František Kolář
- do 7. 1. 2010 Werner Horák
- od 8. 1. 2010 Augustin Josef Špaček O.Praem.